# 来大千
来大千，北魏軍事人物，《北史》作来大干，代郡人。後将軍、武原侯来初真之子。
来大千善騎射，为騎都尉。天賜六年（409年）嗣父爵武原侯，升任中散。担任内幢将，参与禁中宿衛。参加御前校猎，持槊刺殺猛虎，魏明元帝赞赏他的勇武，转任殿中給事。
魏太武帝即位，来大千与襄城公盧魯元七人同为常侍，持仗侍卫，昼夜不离太武帝左右。参与讨伐赫连昌，来大千与長孫道生和夏軍交战。長孫道生馬倒，被敵軍所击，大来千驰救，扶長孫道生上马，救長孫道生于危急之中。从讨柔然，战功居多。转任征北大将軍，进爵廬陵公，驻守雲中，兼統白道軍事。
延和元年（432年），太武帝北伐，来大千为先鋒，击破柔然軍。巡抚六镇，防御北方，经略布置，甚得事宜。後吐京胡反北魏，来大千为都将讨伐，在吐京去世，追赠司空，諡庄。

## 子
- 来丘頽，封晋興侯，官至右将軍、相曹都典奉事
- 来提，封濮陽侯，官至冠軍将軍、兗州刺史